# Your High
Your High – pierwszy singel zapowiadający nowy album Edyty Górniak, który miała się ukazać jesienią 2014. Swoją radiową premierę miał 16 maja 2014 na antenie Radia ZET, na żywo zaś pierwsze wykonanie miało miejsce 24 maja, w finale IV edycji programu The Voice of Poland.
Piosenka, jak i teledysk do niej powstawały w USA. Przy produkcji utworu z wokalistką współpracował Chesney Snow, amerykański aktor i beatbokser. Piosenkarkę wspierała także grupa Plan B – Bartosz Królik, Marek Piotrowski – oraz Dustplastic – Michał Nocny, Piotr Pacak.
26 maja 2015 „Your High” oraz „Glow On” ukazały się na wspólnym winylowym maxisinglu. Poza wersjami albumowymi utworów, wydawnictwo zawiera remiks „Glow On” zrealizowany przez duet producencki Dustplastic oraz wykonanie a capella „Your High”.

## Teledysk
Istnieją dwie wersje teledysku.
17 maja 2014 wokalistka goszcząc w programie śniadaniowym Dzień dobry TVN opowiedziała szczegóły dotyczące klipu, w programie został zaprezentowany również jego fragment. Premiera odbyła się 24 maja na oficjalnym kanale VEVO artystki, tuż po zaprezentowaniu utworu w finale The Voice of Poland. Jest to tzw. „dzienna” wersja teledysku.
Kilka dni po premierze do nazwy zamieszczonego już wideoklipu pojawił się dopisek – „DAY Official Music Video”. 31 maja Edyta ponownie goszcząc w programie śniadaniowym Pytanie na śniadanie zaprezentowała fragment do „nocnej” wersji teledysku. Premiera odbyła się 4 czerwca, również na oficjalnym kanale VEVO.
Teledysk realizowany był w kilku miastach Stanów Zjednoczonych – Key West, Marathon i Miami. Plan zdjęciowy trwał kilka dni. Reżyserem obu klipów został Jacenty Karczmarczyk.

## Notowania

### Radio
| Notowanie (2014)                    | Prowadzenie               | Pozycja | Źródło |
| ----------------------------------- | ------------------------- | ------- | ------ |
| Lista przebojów Radia ZET           | Radio ZET                 | 1       |        |
| Szczęśliwa Siódemka                 | Radio ZET                 | 1       |        |
| Szczecińska Lista Przebojów         | Radio Szczecin            | 18      | [ 7 ]  |
| Codzienna Lista Przebojów           | Radio Bielsko             | 1       |        |
| Super Hit Chart                     | Radio Rekord              | 13      | [ 8 ]  |
| Lista przebojów                     | Polskie Radio Rzeszów     | 1       |        |
| Lista Przebojów Radia PiK           | Radio PiK                 | 5       |        |
| LONDON TOP 20                       | Polskie Radio Londyn      | 1       |        |
| HitPlaneta                          | Muzyczne Radio            | 5       |        |
| TOP-15                              | Wietrzne Radio            | 2       |        |
| Power Play – Piosenka tygodnia      | Wietrzne Radio            | 1       |        |
| NAJ 10-tka                          | Katolickie Radio Podlasie | 1       |        |
| Lista Przebojów Merkurego           | Radio Merkury             | 1       |        |
| Lista przebojów                     | Radio Victoria            | 1       |        |
| Lista przebojów Radia Konin         | Radio Konin               | 1       |        |
| Twoja 30-stka                       | Radio Opatów              | 1       |        |
| Polska lista przebojów w Beneluksie | Radio e-migrant           | 19      |        |
| Strefa Hitów                        | Radio Strefa FM           | 1       |        |
| Lista przebojów Raga Top            | Polskie Radio Olsztyn     | 10      |        |
| Lista przebojów                     | Radio Łódź                | 1       |        |
| Lista Przebojów                     | Radio ZW                  | 7       |        |
| Mniej-Więcej-LISTA – Tygodniowa     | Radio Zachód              | 3       |        |
| Mniej-Więcej-LISTA – Codzienna      | Radio Zachód              | 2       |        |
| Balladowa Lista Przebojów           | Radio FaMa                | 1       |        |
| Złota Trzydziestka                  | Radio Koszalin            | 8       |        |

### TV
| Notowanie (2014)                          | Prowadzenie | Pozycja | Źródło |
| ----------------------------------------- | ----------- | ------- | ------ |
| Lista przebojów – teledyski Night Version | Onet        | 1       |        |
| Lista przebojów – teledyski Day Version   | Onet        | 7       |        |
| VIVA Clubbing                             | VIVA Polska | 5       |        |
| Top 20                                    | VIVA Polska | 6       |        |
| Net Charts                                | VIVA Polska | 4       |        |
| Najpopularniejsze teledyski               | VIVA Polska | 1       |        |

### Digital download
| Notowanie (2014)              | Prowadzenie | Pozycja | Źródło |
| ----------------------------- | ----------- | ------- | ------ |
| iTunes Poland Top 100 Song    | iTunes      | 1       |        |
| iTunes Ireland Top 100 Song   | iTunes      | 45      |        |
| iTunes Lithuania Top 100 Song | iTunes      | 74      |        |
| Top Tytuły                    | Deezer      | 1       |        |
| Bestsellery – mp3 / Utwory    | empik       | 1       |        |

| Notowanie (2014)                                 | Prowadzenie | Pozycja | Źródło |
| ------------------------------------------------ | ----------- | ------- | ------ |
| iTunes Poland Top 100 Music Videos Day Version   | iTunes      | 7       |        |
| iTunes Poland Top 100 Music Videos Night Version | iTunes      | 18      |        |

### Polska Airplay Top 100
| Tydzień | 01 | 02 | 03 | 04 | 05 | 06 | 07 | 08 | 09 | 10 | 11 | 12 |
| ------- | -- | -- | -- | -- | -- | -- | -- | -- | -- | -- | -- | -- |
| Pozycja | 86 | 31 | 28 | 22 | 15 | 16 | 16 | 18 | 21 | 17 | 15 | 13 |

| Airplay (2014)                 | Prowadzenie          | Pozycja | Źródło |
| ------------------------------ | -------------------- | ------- | ------ |
| Polish Airplay Chart – Nowości | Polish Airplay Chart | 3       | [ 9 ]  |
| Polska Airplay Top 100 Charts  | Charly1300.com       | 13      |        |